# Räpplinge församling
Räpplinge församling var en församling i Ölands norra kontrakt, Växjö stift och Borgholms kommun. Församlingen uppgick 2006 i Räpplinge-Högsrums församling.
Församlingskyrka var Räpplinge kyrka.
Bofolkning 2003 var 445.

## Administrativ historik
Församlingen har medeltida ursprung och var ett pastorat för Borgs församling som införlivades på 1500-talet.  
Ur församlingen utbröts 14 november 1777 Borgholms församling. Församlingen var till 1962 moderförsamling i pastoratet Räpplinge och Högsrum för att 1962 bli annexförsamling i pastoratet Gärdslösa, Räpplinge, Högsrum, Runsten och Långlöt. År 2006 uppgick församlingen i Räpplinge-Högsrums församling.
Församlingskod var 088508.

## Series pastorum
| Ämbetstid        | Namn                        | Levnadstid             |
| (1525)           | Erlandus Petri              |                        |
| (1543)–(1562)    | Laurentius Olai             | d. sannol. 1563        |
| 1563–1572        | Olaus Laurentii             |                        |
| 1573–1611 (1612) | Nicolaus Pauli              | d. 1611 eller 1612     |
| 1613–1664        | Daniel Nicolai Repplerus    | 1576–1664              |
| 1664–1693        | Ericus Olai Tavast          | d. 1693                |
| 1695–1698        | Daniel Danielis Repplerus   | 1646–1698              |
| 1698–1704        | Petrus Germundi Holmbeck    | 1657–1704              |
| 1704             | Carl Hultin                 | 1664–1705              |
| 1706–1708        | Birger Hassellöf            | d. 1724                |
| 1708–1726        | Laurentius Jonae Landerbeck | 1660–1726              |
| 1727–1750        | Nils Dahlin                 | 1680–1750              |
| 1753–1772        | Petrus Olai Ahlqvist        | 1705–1772              |
| 1775–1783        | Johan(nes) Dahlerus         | 1719–1783              |
| 1786–1804        | Olof Bersenius              | 1722–1804              |
| 1806–1831        | Lars Lindwall               | 1750–1831              |
| 1834–1845        | Christian Aron von Sydow    | 1781–1864              |
| 1845–1867        | Pehr Wisén                  | 1786–1867              |
| 1868–1882        | Carl Johan Kjellberg        | 1821–1894              |
| 1883–1919        | Johan Peter Horn            | 1832–1919              |
| 1921–1927        | Bror Thure Sigurd Lindström | 1881–(åtminstone 1951) |
| 1928–1951        | Anders Berninger            | 1892–1951              |

## Klockare och organister
| Ämbetstid | Namn               | Levnadstid | Övrigt                       |
| --------- | ------------------ | ---------- | ---------------------------- |
| 1727-1739 | Elias Holmberg     | -1741      | Klockare                     |
| 1740-1743 | Sven Ström         | -1743      | Klockare                     |
| -1746     | Daniel Larsson     | -1746      | Klockare                     |
| 1751-1797 | Eric Trotz         | 1723-1797  | Klockare                     |
| 1799-1820 | Johan Eneman       | 1777-      | Kantor och klockare          |
| 1827-1834 | Sven Hindriksson   | 1789-      | Klockare och bonde           |
| 1834-1875 | Johan Peter Wallin | 1802-1875  | Kantor, klockare och lärare. |